# 715. grenadirski polk (Wehrmacht)
715. grenadirski polk (izvirno nemško 715. Grenadier-Regiment; kratica 715. GR) je bil pehotni polk Heera v času druge svetovne vojne.

## Zgodovina
Polk je bil ustanovljen februarja 1945 in dodeljen 153. grenadirski diviziji.